# Орис, Джума
Джума Орис Абдалла (англ. Juma Oris Abdalla; 1933 ?, протекторат Уганда — март 2001, Хартум, Судан) — угандийский государственный деятель, министр иностранных дел Уганды (1975—1978).

## Биография
Избрав карьеру военного, к началу 1970-х гг. имел звание полковника Народных сил обороны Уганды.
После государственного переворота в Уганде в 1971 году во главе с Иди Амином стал одной из ведущих фигур в его правительстве. Он сначала стал действующим министром иностранных дел, а 25 мая 1975 года был назначен полным министром иностранных дел. 
Занимал пост министра информации и радиовещания Уганды.
В 1975—1978 гг. — министр иностранных дел Уганды. В 1979 г. — министр животноводства. 
После поражения в Угандийско-танзанийской войне и падения режима Иди Амина получил поддержку от правительства Судана. При бегстве увел с собой 3000 голов крупного рогатого скота. 
Был одним из создателей Угандийский Народной демократической армии (UPDA). В начале 1990-х гг. являлся лидером повстанцев в районе Западного Нила в Уганде. Обвинялся в нарушении прав человека из-за закладки наземных мин в северной Уганде в середине 1990-х гг. Также сражался со своими последователями во Второй Суданской гражданской войне на стороне правительства Судана. В марте 1997 г. он и его союзники потерпели тяжелое поражение, когда южносуданские повстанцы заманили их в засаду в районе города Ей и практически полностью уничтожили. 
В 1999 г. перенес инсульт и был прикован к кровати.
Имел воинское звание полковника.